# Georges de Brunswick-Calenberg
Georges, né le 17 février 1582 à Celle et mort le 2 avril 1641 à Hildesheim, est un prince de la maison de Brunswick (Welf), fils du duc Guillaume de Brunswick-Lunebourg et de Dorothée de Danemark. Un général et commandant des troupes suédoises pendant la guerre de Trente Ans. Il fut duc de Brunswick-Lunebourg et prince régnant de Calenberg de 1635 à sa mort.

## Biographie
Georges est le sixième fils de Guillaume « le Jeune », duc de Brunswick-Lunebourg et de son épouse Dorothée, fille du roi Christian III de Danemark. Son père avait hérité de la principauté de Lunebourg en 1559. Dans ses dernières années, il a été incapable de gouverner ; sa principauté est gérée par son épouse Dorothée et par son cousin Philippe II de Brunswick-Grubenhagen. À sa mort en 1592, son fils aîné Ernest II lui succéda.
En ce temps-là, Georges fait des études à l'université d'Iéna et séjourne alternativement aux cours différentes. En 1604, il se rallia aux forces de Maurice de Nassau ; à partir de 1608, il entreprit des voyages en France et en Italie. En 1611, il participa à la guerre de Kalmar.

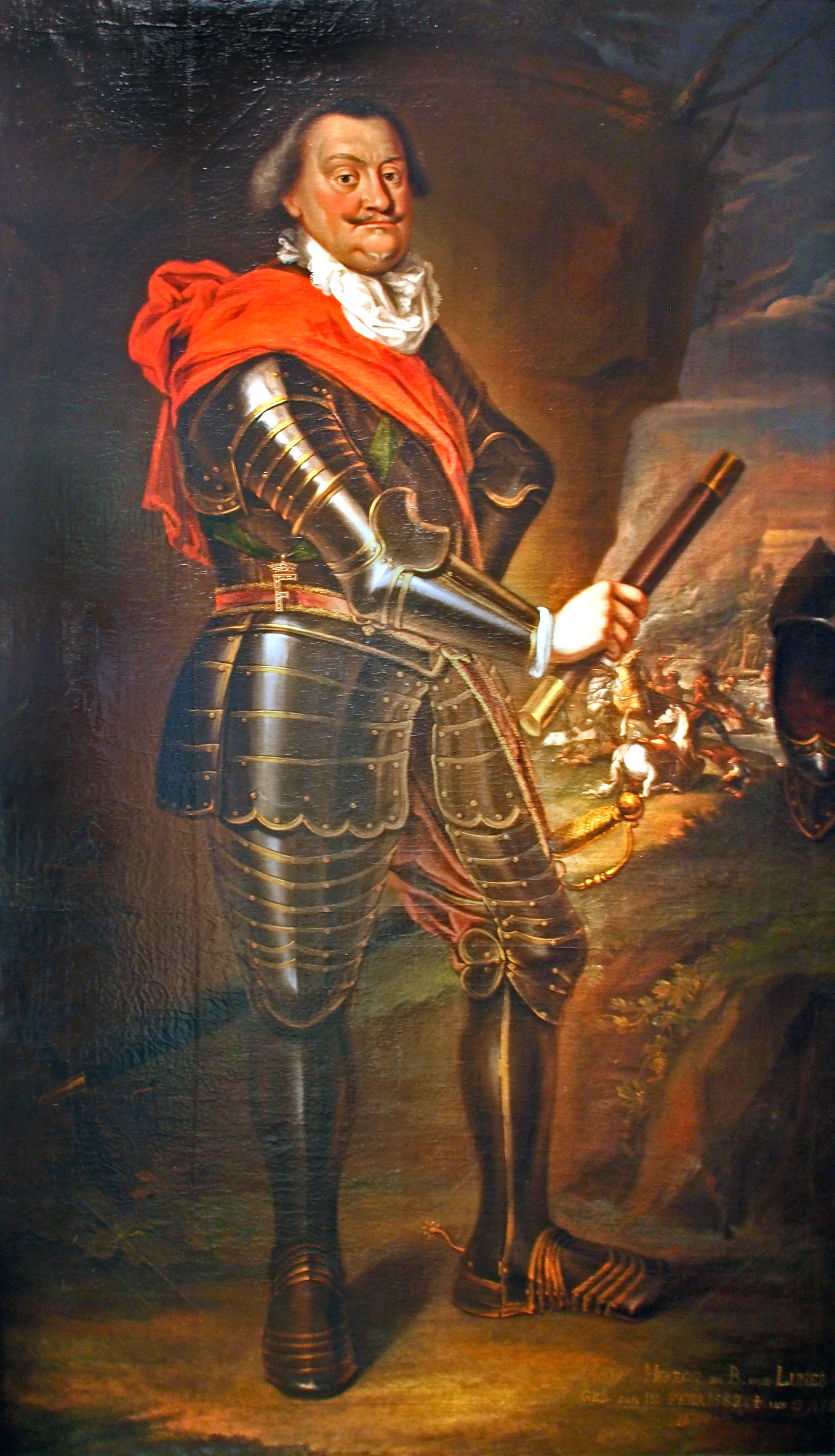
Georges de Brunswick-Calenberg vers 1640.

En 1617, après une longue dispute, la Chambre impériale a jugé que la succession de la lignée de Grubenhagen, éteinte depuis 1596, serait assignée aux fils de Guillaume « le Jeune ». Confirmé par l'empereur Matthias Ier de Habsbourg, le choix s'est porté sur le frère cadet Georges qui déplaça sa résidence vers le château de Herzberg et épousa la princesse Anne-Éléonore de Hesse-Darmstadt cette même année. Leur premier fils, Christian-Louis, est né en 1622.
Mécontent de sa situation politique pendant la guerre de Trente Ans, il est entré au service du roi Gustave II Adolphe. Ayant obtenu son diplôme d'officier le 21 avril 1631, il a servi dans l'armée suédoise ; après la mort du roi, sur autorité du chancelier Axel Oxenstierna, il a pris le commandement des forces en Basse-Saxe et en Westphalie. En mars 1633, il assiégea la ville de Hamelin et il défait les Impériaux à la bataille d'Oldendorf le 8 juillet. L'année suivante, Georges de Brunswick et Axel Oxenstierna sont admis à la Société des fructifiants par le prince Louis d'Anhalt-Köthen.
En juillet 1634, les troupes de Georges occupèrent la ville de Hildesheim où il s'installa au château de la résidence épiscopale à côté de la cathédrale. En 1635, il adhère à la paix de Prague.
Avec la mort sans héritier mâle du duc Frédéric-Ulrich de Brunswick-Wolfenbüttel en 1634, un nouveau partage successoral des domaines des Welf est venu : lorsque la principauté de Brunswick-Wolfenbüttel passe à son cousin Auguste II, la principauté de Calenberg (qui inclut Göttingen depuis 1495) échoit à Georges et son frère aîné Auguste Ier de Brunswick-Lunebourg. Après la mort d'Auguste Ier en 1636, Georges
règne sur Calenberg, alors que son frère cadet Frédéric IV reçoit la principauté de Lunebourg.
Il est le premier duc de Brunswick-Lunebourg à s'installer à Hanovre où il fait construire sa résidence au bord de la Leine. Son fils Ernest-Auguste, prince de Calenberg dès 1679, est élevé au rang d'électeur de Brunswick-Lunebourg (ou de Hanovre) par l'empereur Léopold Ier en 1692.

## Descendance
En 1617, Georges épouse Anne-Éléonore de Hesse-Darmstadt (1601-1659), fille du landgrave Louis V de Hesse-Darmstadt et Madeleine de Brandebourg. Cinq enfants sont nés de cette union :
- Christian-Louis (1622-1665), prince de Calenberg de 1641 à 1648 puis de Lunebourg jusqu'à sa mort ;
- Georges-Guillaume (1624-1705), prince de Calenberg de 1648 à 1665 puis de Lunebourg jusqu'á sa mort ;
- Jean-Frédéric (1625-1679), prince de Lunebourg en 1665 puis de Calenberg de 1665 à sa mort ;
- Sophie-Amélie (1628-1685), épouse en 1643 le roi Frédéric III de Danemark ;
- Ernest-Auguste (1629-1698), prince de Calenberg à partir de 1679, nommé électeur en 1692.